# Alexandra Ivanov Hökmark
Alexandra Helen Hökmark, tidigare Ivanov, född 1 september 1989 i Stockholm, är en svensk journalist och politiker.    

## Biografi
Ivanov Hökmark var från 2014 till 2016 förbundsordförande för Fria Moderata Studentförbundet. Hon var ordförande för Moderat Skolungdom i MUF Stockholm år 2007–2008 och har en bakgrund i MUF Västerort och Moderaterna i Sundbyberg.  Mellan 2016 och 2017 var hon politisk rådgivare i Europaparlamentet åt Gunnar Hökmark och skribent för Svenska Dagbladets Vykortsserie för att därefter bli politiskt sakkunnig och sedan den 1 juni 2019 talskrivare till Ulf Kristersson. Hon var aktiv i arbetet med att ta fram utkast till nytt idéprogram för Moderaterna, med bland annat Christofer Fjellner och Alice Teodorescu.
Ivanov Hökmark har delvis rysk bakgrund och sedan år 2013 uttalat sig starkt kritiskt mot utvecklingen i landet. Hennes artikel I don't support Ron Paul resulterade i internationell rapportering bland annat i The Daily Beast.
Ivanov Hökmark har drivit opinionsbildning för att den svenska borgerligheten ska enas kring de liberalkonservativa värderingarnaoch uttalat sig kritiskt till Decemberöverenskommelsen.
Från september 2015 till september 2016 var hon vikarierande ledarskribent hos Svenska Dagbladet och under 2016 återkommande panelist i Godmorgon Världen. 2022 medverkade Ivanov Hökmark i dokumentären Ett tal blir till som sändes på SVT.
Vid regeringsskiftet 2022 tillträdde Ivanov Hökmark som stabschef till statsminister Ulf Kristersson. Sedan december 2023 är hon vice VD på den marknadsliberala tankesmedjan Timbro.

## Priser och utmärkelser
- 2013: Johnny Munkhammars Minnesfond, tillsammans med Victoria Nilsson[13]
- 2017: Frivärlds stipendium[14]